# Marquesado de Alcedo
El marquesado de Alcedo es un título nobiliario español creado por la reina regente María Cristina de Habsburgo Lorena el 17 de marzo de 1891, durante la minoría del rey Alfonso XIII, y concedido a Fernando Quiñones de León y Francisco-Martín, III marqués de San Carlos y VIII marqués de Montevirgen en las Dos Sicilias.
El 7 de marzo de 1925 Alfonso XIII le concedió a su primer titular la Grandeza de España de primera clase. Tras la muerte de este, el marquesado fue rehabilitado en 1950 por Francisco Franco y terminó recayendo en Fernando Pedro Christophersen y Quiñones de León.

## Marqueses de Alcedo
|                                     | Titular                                          | Periodo                   |
| Creación por Alfonso XIII           | Creación por Alfonso XIII                        | Creación por Alfonso XIII |
| ----------------------------------- | ------------------------------------------------ | ------------------------- |
| I                                   | Fernando Quiñones de León y Francisco-Martín     | 1891-1937                 |
| Rehabilitación por Francisco Franco |                                                  |                           |
| II                                  | Fernando Pedro Christophersen y Quiñones de León | 1950-1986                 |
| III                                 | María Magdalena Christophersen y Vela            | 1986-presente             |

## Historia de los marqueses de Alcedo
La lista de sus titulares es la que sigue:
- Fernando Quiñones de León y Francisco-Martín (París, 27 de diciembre de 1858-El Cairo, 2 de febrero de 1937), I marqués de Alcedo, grande de España,[3] VII marqués de Montevirgen,[4] III marqués de San Carlos en España,  último señor de Riolago, caballero de la Soberana Orden Militar y Hospitalaria de San Juan de Jerusalén, de Rodas y de Malta, correspondiente de la Real Academia de la Historia y autor de diversas obras históricas, como Los merinos de Asturias.[5]

Casó en primeras nupcias, en 15 de enero de 1883, con María de los Milagros Elduayen y Martínez Enríquez, VII marquesa de Valladares, padres de Fernando de Quiñones de León y Elduayen (1883-1918), que premurió a su padre y fue el VIII marqués de Valladares y VII marqués de Mos. Después de enviudar, contrajo un segundo matrimonio en 23 de noviembre de 1891, con Antonia de Bañuelos y Thorndike (Roma, 17 de julio de 1855-Bournemouth, Dorset, 1921), II condesa de Bañuelos, padres de Isabel y Antonia Quiñones de León y Bañuelos. El 2 de junio de 1950 le sucedió, por rehabilitación, su nieto materno, hijo de Isabel Quiñones de León y Bañuelos, III condesa de Bañuelos, y de Pedro Christophersen y Alvear:
- Fernando Pedro Christophersen y Quiñones de León, II marqués de Alcedo, duque de Santo Mango en las Dos Sicilias.

- María Magdalena Christophersen y Vela